# Long Tall Sally (piosenka)
Long Tall Sally – piosenka, której autorami byli - Enotris Johnson, Robert Blackwell i Richard Penniman. Ten ostatni ją nagrał jako singiel w 1956.
Singiel osiągnął pierwsze miejsce na liście przebojów Rhythm and bluesa tygodnika Billboard, zajmując je przez 6 z 19 tygodni. W tym samym czasie piosenka osiągnęła 6 miejsce na popowej liście przebojów.